# Parador de Málaga Golf Club

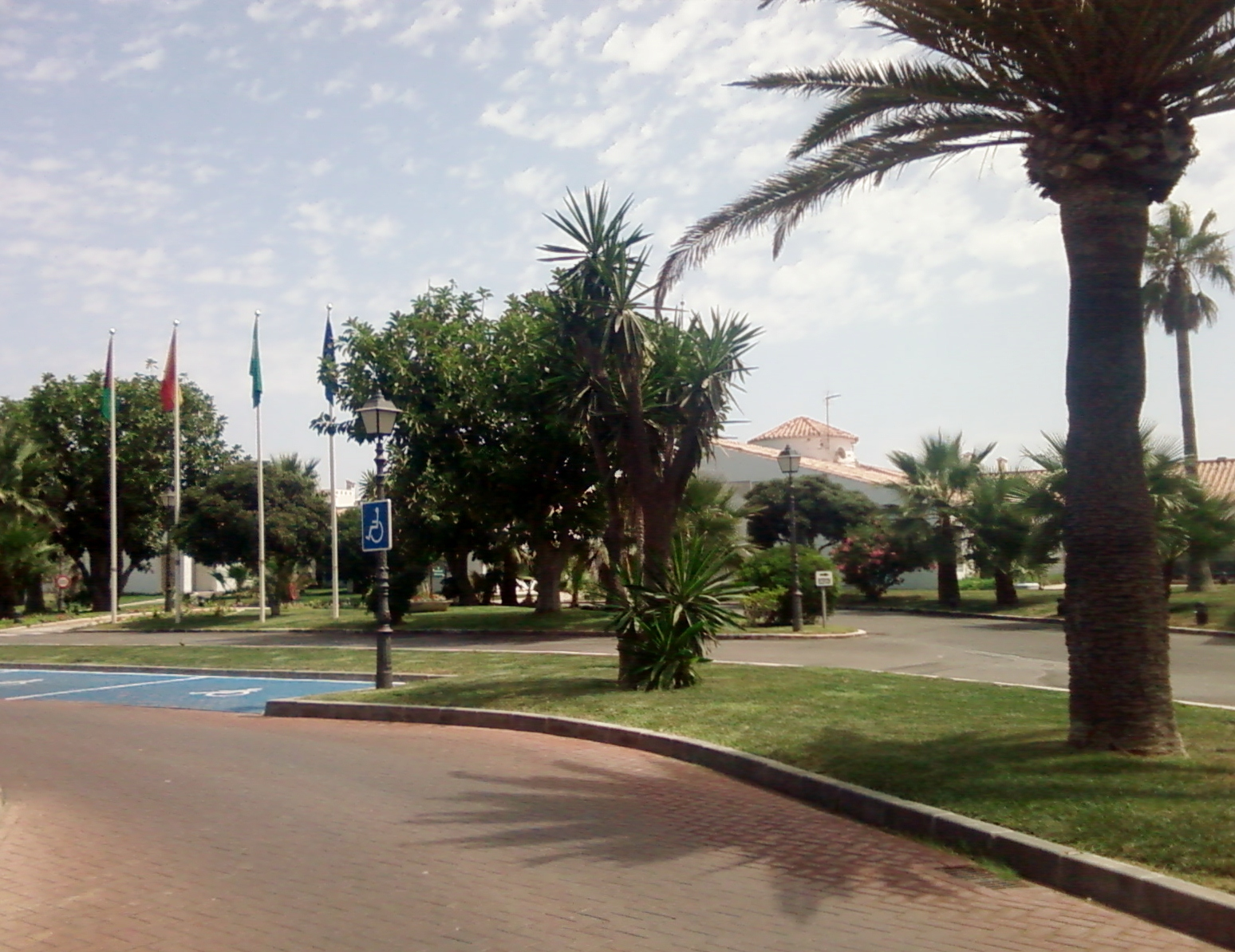
Entree van de Parador de Málaga Golf Club

De Real Club Campo de Málaga, tegenwoordig beter bekend als de Parador de Málaga, is een golfclub tussen Torremolinos en Málaga aan de Spaanse Costa del Sol.
De Parador is de oudste golfbaan op het Spaanse vasteland en dus ook aan de Costa del Sol. Hij werd ontworpen door de Schotse architect Tom Simpson, die ook de architect was van beroemde banen als Turnberry, Muirfield en de Chantilly. Parador werd in 1925 door de Spaanse koning Alfons III geopend. 
De 'Old Course' heeft 18 holes. Hij is vrij moeilijk doordat de par-3 en par-4 holes lang zijn. Dit wordt gecompenseerd door vrij korte par-5 holes. Bij de aanleg waren de fairways heel breed, maar de steeds ouder wordende bomen maken alles smaller.
De 'Links Course' heeft 9 holes en ligt langs de Middellandse Zee, er is een drivingrange en er zijn ook drie putting greens en twee chipping greens. De baan heeft veel kurkeiken en eucalyptusbomen.

## Toernooien
Op deze oude en bekende baan zijn regelmatig nationale en internationale toernooien gespeeld. Sinds 1999 is de Parador gastheer geweest van diverse toernooien van de Europese PGA Tour (ET). 
- Open de Andalucía: 1992, 1996, 2010 (ET), 2011 (ET)
- Turespaña Masters: 1992, 1999 (ET)

De bijna honderd Parador-hotels in Spanje zijn eigendom van de overheid. Dit hotel is de enige met een golfbaan. Het hotel en de golfbaan liggen tussen de Autovia del Mediterráneo (A-7, E15) en het strand.